# Helle W. Horsnæs
Helle W. Horsnæs (født 6. juni 1961 i København) er en dansk arkæolog med speciale i jernalder, antik numismatik og møntfund fra Danmark. Horsnæs er seniorforsker ved Den Kongelige Mønt- og Medaillesamling på Nationalmuseet, og er bedst kendt for sine bestemmelser og fortolkninger af møntfund fra Danmark. Horsnæs er i dag Nationalmuseets eneste arkæologiske møntforsker, og hendes ekspertise bliver brugt af arkæologer og museer fra hele landet.

## Karriere
Horsnæs blev nysproglig student fra Aurehøj Statsgymnasium i 1979. Hun blev bachelor i klassisk arkæologi fra Københavns Universitet i 1983 med bifag i græsk arkæologi. Horsnæs havde sit første museumsjob som omviser i de antikke samlinger på Nationalmuseet og Ny Carlsberg Glyptotek i 1980erne. Fra 1988-1989 havde Horsnæs et studieophold ved Istituto Universitario Orientale i Napoli. I 1989 blev Horsnæs mag.art. i klassisk arkæologi fra Københavns Universitet. Hendes speciale “Arenosola. En lokalitet i Italien og dens forhold til Grækenland I 8.-6. årh. f.Kr.". fik tildelt Københavns Universitets sølvmedalje.
I 1999 blev Horsnæs ph.d. fra Københavns Universitet med afhandlingen “The Cultural Development in North-Western Lucania c. 600-273 BC”. Afhandlingen blev udgivet i 2002.
Siden 1999 har Horsnæs været ansat som forsker ved Den Kongelige Mønt- og Medaillesamling på Nationalmuseet. Her har hun været seniorforsker siden 2004.

### Spændingsfeltet mellem arkæologi og numismatik
Siden 1999 har Horsnæs forsket i spændingsfeltet mellem arkæologi og numismatik. Hun har især fokuseret på de metodiske problemstillinger ved at anvende detektorfund som primærmateriale i den arkæologiske forskning. I projektet Crossing Boundaries (2010 & 2013) analyserede hun samtlige romerske mønter fundet i Danmark i deres arkæologiske og numismatiske kontekst.
Siden 2010'erne har Horsnæs i stigende grad også arbejdet med mønttyper og fund fra senere perioder som eksempelvis mønter præget under Kong Abel, Valdemar II og Hardeknud.
I 2018 skrev Horsnæs de indledende kapitler til Nationalbankens jubilæumsbog Denar til daler.
Horsnæs har også deltaget i arbejdet med udstillingen Togtet, der var udstillet på Nationalmuseet fra 2021-2023. Hun var en af hovedkræfterne bag Nationalmuseets udstilling Ka-Ching! – show me the money, der åbnede på Nationalmuseet i 2022. Hun har desuden skrevet mange populærvidenskabelige artikler i eksempelvis tidsskriftet Fund og Fortid og 25 års jubilæumsbogen for De bornholmske amatørarkæologer.

### Bøger
Helle W. Horsnæs (2002). The Cultural Development in North Western Lucania c. 600-273 BC. L’Erma di Bretschneider. Analecta Romana Instituti Danici No. 28. ISBN 88-8265-194-0
Helle W. Horsnæs (2010). Crossing boundaries. An analysis of Roman coins in Danish context. Publications from the National Museum. Studies in Archaeology & History, Vol. 18. ISBN 978-87-7602-133-7
Helle W. Horsnæs (2013). Crossing boundaries II. An analysis of Roman coins in Danish context. Vol. 2: Finds from Bornholm. Publications from the National Museum. Studies in Archaeology & History, Vol. 18. ISBN 978-87-7602-188-7
Helle W. Horsnæs, Jens Christian Moesgaard & Michael Märcher (2018). Denar til Daler: Danmarks mønthistorie indtil 1550. København. ISBN 87-92933-07-3 Parameter fejl i {{ISBN}}: Fejl i ISBN.

### Udvalgte artikler
Horsnæs’ samlede liste af publikationer kan ses på hendes Pure-profil. Her vises et mindre udvalg.
- Helle W. Horsnæs (2020). ”Anastasius fra Koefoedgård”. I: B. Christensen, & F. O. Sonne Nielsen (red.). De første og største fund: De bornholmske amatørarkæologer 25 år, S. 48-49. Forlaget Brian Christensen. ISBN 978-87-99881-67-3
- Claus Feveile, Tom Birch & Helle W. Horsnæs (2021). ”Sølvet vender tilbage”. I: Jeanette Varberg & Peder Penz (red.). Togtet: På rejse i vikingernes verden, S. 189-206. København: Strandberg Publishing. ISBN 978-87-92596-18-5
- Helle Horsnæs & Tommy Heisz (2021). ”Kongens mønt knytter riget sammen”. I: R. Willerslev, T. Heisz, & L. Corfitz (red.). Danmark før os. Historien fortalt gennem 50 genstande, S. 144-147. København: People's. ISBN 9788772384948

| .. flere artikler |
| --- |
| - Michael Wagner Christiansen & Helle Horsnæs (2021). ”Guds hånd udmøntninger”. Nordisk Numismatisk Unions Medlemsblad, 2021(1), S. 5-15. Link til artikel (Webside ikke længere tilgængelig) - Helle W. Horsnæs (2021). ” En “glemt” medaljon-imitation – i Den kgl. Mønt- og Medaillesamling (Nationalmuseet, København)”. Nordisk Numismatisk Unions Medlemsblad, 2021(2), S. 37-43. Link til artikel - Helle W. Horsnæs (2022). ” Plinius om romersk møntvæsen”. I: J. Isager, & A. M. Nielsen (red.). Guld, sølv og ædelsten i antikkens Rom: Bøgerne 33 og 37 af Naturhistorien. Syddansk Universitetsforlag, S. 229-241. - Helle W. Horsnæs (2022). ” Hedebys største udmøntning i 1000-tallet. En stempelanalyse af typerne Hauberg Hardeknud 50 og Magnus 36”. Nordisk Numismatisk Unions Medlemsblad, 2022(2), S. 37. Link til artikel - Helle W. Horsnæs (2022). ”Borgerkrigsmønter fra Abels regeringstid”. Fund og Fortid, (1/2022), S. 24-27. - Helle W. Horsnæs (2023). ”The chosen few: Sasanian, Arabo-Sasanian and Tabaristani coins found in Denmark”. I: E. Russow, V. Dāboliņš & V. Lang (red.). From Hoard to Archive: Numismatic Discoveries from the Baltic Rim and Beyond. University of Tartu Press, S. 79-104. ISBN 978-9916-27-205-3 - Helle W. Horsnæs & D. Burmeister (2024). ” Eckersbergs portræt af Reutze: Et genfundet maleri”. Nordisk Numismatisk Unions Medlemsblad, 2024 (1), S. 12. ISSN 0025-8539 |